# یاریک‌کایا (امیرداغ)
یاریک‌کایا (به ترکی استانبولی: Yarıkkaya) یک منطقهٔ مسکونی در ترکیه است که در امیرداغ واقع شده‌است.